# АСМ Оран
Ассоціасьйон Спортів Медінет д'Оран або просто «АСМ Оран» (араб. الجمعية الرياضية لمدينة وهران) — професіональний алжирський футбольний клуб з Оран, який виступає в Алжирській Професіональній Лізі 2.

## Історія
Клуб було засновано внаслідок розбіжностей між рядовими членами та президентом клубу УСМ Оран. Цю групу очолював колишній воротар та впливовий активіст Мусульманської асоціації вчених Орану Абукебір Багдад. Отож, команду було засновано у 1933 році у кварталі Медіна Джедіда в місті Оран під назвою Спортивна Асоціація Мусульман Орану (фр. Association Sportive Musulmane d'Oran, звідси й абревіатура, АСМ Оран). У період з 1977 по 1989 роки команда виступала під назвою Спортивна Асоціація Хіміків Орану (фр. Association Sportive Chimiste d'Oran, звідси абревіатура, АСК Оран), коли головним спонсором клубу була національна рада SNIC, яка згодом була перейменована на ENAVA. У 1989 році клуб змінив свою назву на «Association Sportive Madinet d'Oran» (АСМ Оран).
АСМ Оран має прізвисько «Школа» (араб. شرم مدرسة), оскільки клуб завжди міг знайти та виховати талановитих футболістів, з яких і переважно комлектував свою команду для виступів у національному чемпіонаті. Проте ця перевага зрештою обернулася недоліком через не ефективне керівництво клубом, внаслідок якого АСМ Оран вилетів з Першої Професійної ліги у Другу професійну лігу. Тим не менше, з моменту здобуття незалежності Алжиром АСМ Оран протягом 33-ох років поспіль виступав у вищому дивізіоні алжирського чемпіонату, а станом на 2007 рік загалом провів у ньому 45 сезонів.

## Досягнення
- Алжирська Професіональна Ліга 1
  -  Срібний призер (1): 1991

- Алжирська Професіональна Ліга 2
  -  Чемпіон (4): 1975, 1977, 1995, 2000

- Кубок Алжиру
  -  Фіналіст (2): 1981, 1983

## Стадіон
Домашніми стадіонами клубу є «Стад Ахмед Забана» (раніше мав назву «Муніципальний стадіон»), який вміщує 45 000 глядачів та розташований у кварталі Луатей та «Стад Хабіб Буакеул» (раніше відомий під назвою «Вінсен-Монреаль»), який вміщує 15 000 уболівальників.

## Статистика виступів на континентальних турнірах
| Сезон | Турнір    | Раунд      | Клуб                | Вдома | На виїзді | Загалом |
| ----- | --------- | ---------- | ------------------- | ----- | --------- | ------- |
| 1992  | Кубок КАФ | 1          | АСК Аір-Маурітаньє  | 4-0   | 1-2       | 5-2     |
| 1992  | Кубок КАФ | 2          | Аль-Вахда (Триполі) | 3-0   | 1-3       | 4-3     |
| 1992  | Кубок КАФ | 1/4 фіналу | Бізертен            | 0-0   | 0-2       | 0-2     |

## Принципові протистояння
Найпринциповішим суперником АМС Оран є інша команда цього міста, МК Оран, проте останній клуб має набагато більше фанатів.

## Інші секції
АСМ Оран, як й інші алжирські клуби, також має декілька спортивних секцій. Окрім футболу, клуб має сильні секції дзюдо та боксу. Перший алжирська олімпійська медаль була здобута в 1984 році боксером Мустафою Мусса, під час його виступів за АСМ Оран. Призерами національних та африканських змагань ставали боксери та дзюдоїсти клубу. Окрім цього, АСМ Оран традиційно мав потужну гандбольну, а особливо, баскетбольну команди. (Баскетбольна команда ставала переможцем чемпіонату Алжиру в 1963, 1964, 1965 роках та володарем Кубку Алжиру в 1967 році). Проте через відсутність належного фінансування клуб був змушений призупинити функціонування цих секцій. Починаючи з 2003 року гандбольна команда клубу АСМ Оран відновила свою діяльність.

## Відомі гравці
Нижче наведений список колишніх гравців клубу, які виступали в ньому в національних змаганнях з 1933 року. Для того, щоб потрапити до цього списку гравець повинен був зіграти щонайменше 100 матчів у національному чемпіонаті, або зіграти хоча б один поєдинок у футболці своєї національної збірної під час перебування у клубі або після того, як він його залишив.
- Реда Асімі
- Амар Аммур
- Гуарі Бельхетуат
- Мохамед Бельхеїра
- Алі Беналіма
- Шейх Бензерга
- Таєб Беррамла
- Мохтар Бухізеб
- Мустафа Букар
- Бубакер Шалабі
- Нуреддін Дахам
- Мохамед Редуан Гуемрі
- Мулай Хадду
- Мілуд Хадефі
- Софіан Аністер
- Мохтар Кешамлі
- Абделла Кешра
- Хамід Лафджа
- Вахід Мебаркі
- Сенуссі Мадджахед
- Файкал Мегуенні
- Брахім Арафат Мезуар
- Сліман Рахо
- Абделькадер Регуїр (оренда)
- Абдельхафід Тасфаут
- Хамід Тасфаут
- Вальтер Пеллетті

## Відомі президенти
Нижче у списку наведено останніх президентів клубу, за датою призначення:
- 1995-2005 : Бельаббеш Бенграа Белькалем
- ??-??-2006 : Таєб Меяуеї
- ??-??-2007 : Мохамед ель-Морро
- ??-??-2008 : Мохамед ель-Морро